# Escornaix
Escornaix en français,,, en néerlandais Schorisse, est une section de la commune belge de Markedal située en Région flamande dans la province de Flandre-Orientale. C'était une commune à part entière avant la fusion des communes de 1977.

## Toponymie
Plusieurs hypothèses existent pour l'origine du toponyme Schorisse. Une hypothèse serait que le lourd sous-sol argileux nommé schorregrond ait donné le toponyme. Une autre hypothèse serait que le nom provienne des Scories, une tribu qui occupait Cocambre (ou Koekamer), un lieu-dit à Escornaix, durant l'occupation romaine. Ce lieu-dit était situé sur la voie romaine qui reliait les régions du Sud-Ouest et Nord-Ouest. Les plus anciens documents citent Scorndry en 1119, « Scornace en 1110 et 1131, Scornai en 1142 (dans une copie de la fin du XIIIe siècle), Scarnice en 1143, et Scornacum en 1148.
Il est éventuellement possible que le nom soit un dérivé du mot latin Scaurnacium, mais il est plus probable que la racine soit germanique. L'on peut songer au substantif d'origine franque scercona (lieu sous terre) mais l'on n'aperçoit pas l'évolution de ce nom vers Schorisse en néerlandais. Pour d'autres encore, le patronyme latin Scaurus serait à l'origine du toponyme.

## Démographie

### Évolution démographique
- Sources : INS, Rem. : 1831 jusqu'en 1970 = recensements, 1976 = nombre d'habitants au 31 décembre[5].

## Histoire
Au cours du XIIe siècle, pour lequel nous trouvons les premières mentions du hameau, Escornaix appartenait à la Maison de Gavre. Cette lignée fut, durant onze générations, seigneur d'Escornaix. En 1378, Escornaix a été érigée en seigneurie indépendante par le comte de Flandre Louis de Maele. Escornaix fut le chef-lieu d'une baronnie qui englobait les villages environnants de Mater, Horebeke-Saint-Corneille, Horebeke-Sainte-Marie, Boucle-Saint-Blaise, Rozebeke, Segelsem, Elst et Welden. Marguerite de Ghistelles y fonda en 1420 un hospice pour personnes âgées. Le château fortifié fut pillé et détruit en 1383 par les Gantois.
En 1503, après la mort de Jacqueline de Gavre, les possessions échurent à la famille de Lalaing, par le mariage de Jeanne de Gavre avec Simon de Lalaing. Un siècle plus tard, la baronnie échut à la famille de Florent de Berlaymont. Enfin, Louis d'Egmont, chevalier de la Toison d'or, devint, en 1621, seigneur de la baronnie d'Escornaix par son mariage avec la comtesse Marguerite, héritière des Berlaymont. Ainsi, les Egmont furent seigneurs de la baronnie jusqu'à la Révolution française.
Alors qu'Escornaix avait été le centre d'une importante baronnie durant des siècles, la Révolution française la réduisit à l'état de commune ordinaire.
Le village était agricole et participait aussi à l'industrie textile de la ville de Renaix toute proche. En 1472 y étaient déjà mentionnés des tisserands. Durant le XVIe siècle, la tapisserie y connu une grande expansion. L'industrie textile est restée, durant plusieurs siècles, une source de revenus majeure pour les résidents d'Escornaix. En 1896, l'on y comptait 73 tisseurs de coton, 206 tisserands de tissus de laine et d'étoffes mixtes, 26 personnes employées dans la couture de vêtements, sept dans la saboterie, et neuf dans la minoterie. Le XXe siècle changera fondamentalement la situation. En 1961, 123 personnes travaillaient encore dans les secteurs du vêtement et de la chaussure. Les autres furent forcés de trouver du travail ailleurs ou restèrent dans le secteur agricole.
Il existait un moulin à vent nommé moulin du Risoir ou moulin Orins d'après les derniers meuniers qui faisaient partie d'une famille de meuniers notoires actifs pendant plusieurs siècles dans le Payottenland.
Avec les anciennes communes de Nukerke, Etikhove et Maarke-Kerkem, l'ancienne commune d'Escornaix a été fusionnée au 1er janvier 1977, en application de la loi de fusion des communes de 1976, dans la nouvelle commune de Markedal.

## Cyclisme
Le Berg ten Houte, côte pavée dans sa partie inférieure, est régulièrement parcouru lors de plusieurs courses cyclistes dont le Tour des Flandres.